# Prospero Caterini
Prospero Caterini (Onano, 15 ottobre 1795 – Roma, 28 ottobre 1881) è stato un cardinale italiano.

## Famiglia
Prospero Caterini era figlio di Francesco Caterini e di Maria Domenica Pacelli. La sorella del padre, Maria Antonia Caterini, aveva sposato il fratello della madre, Gaetano Pacelli, e furono i bisnonni di Eugenio Pacelli, futuro Pio XII. 
La famiglia Caterini sarebbe derivata dai Cattanei di Gualdo Cattaneo, conti di Aversa nel 1520, e avrebbe mutato cognome per devozione a Santa Caterina d'Alessandria. I Caterini furono ascritti alla nobiltà di Nocera Umbra, Acquapendente, Onano e furono insigniti del titolo di conti da papa Leone XIII.
Possesso della famiglia fu il castello di Santa Cristina a Grotte di Castro, presso il lago di Bolsena, che ospitò anche il futuro papa Pio XII quando era ancora seminarista.
Il blasone tratto dall'enciclopedia nobiliare dello Spreti riporta: «Arma- Troncato nel I di rosso a tre stelle d'oro ordinate in fascia; nel 2° di azzurro al levriere di argento saliente verso un monte di tre cime dello stesso; fascia di argento attraversante sulla partizione.»

## Biografia
Prospero Caterini fu consigliere di papa Pio IX, che lo creò cardinale nel concistoro del 7 marzo 1853, con il titolo di cardinale diacono di Santa Maria della Scala. Fu protonotario apostolico, visitatore apostolico della pia casa degli orfani e del monastero dei Santi Quattro Incoronati, prefetto economico della Propaganda Fide, prefetto della Sacra congregazione del concilio, segretario della "suprema S.C. e della Universale e romana inquisizione", presidente della commissione cardinalizia per la preparazione al Concilio Vaticano I.
Partecipò al Concilio Vaticano I e al conclave del 1878 che elesse papa Leone XIII, del quale era molto amico: fu lui ad annunciare dalla loggia della basilica di San Pietro la sua elezione a pontefice.

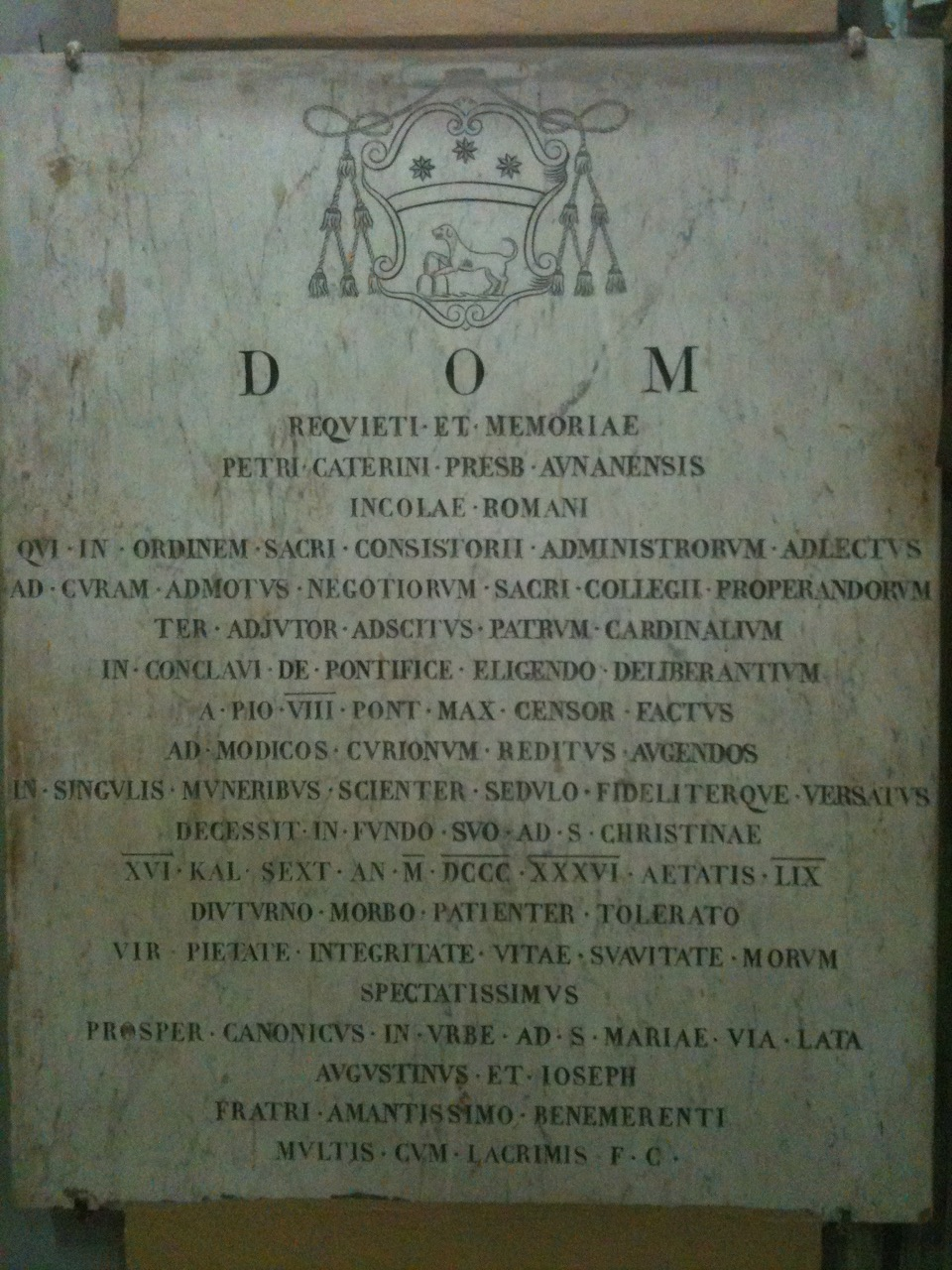
Lapide del cardinale Prospero Caterini

Morì a Roma il 28 ottobre 1881 e le sue spoglie riposano al cimitero del Verano nel sacello dell'arciconfraternita romana del Preziosissimo Sangue.